# Luis Miguel Cruz Hernández
Luis Miguel "Luismi" Cruz Hernández (nascut el 23 de maig de 2001) és un futbolista professional espanyol que juga principalment d'extrem dret al Deportivo de La Coruña.

## Carrera de club
Nascut a El Puerto de Santa María, Província de Cadis, Andalusia, Cruz es va formar com a juvenil del Sevilla FC. L'1 de novembre de 2017, mentre encara formava part de l'equip Juvenil, va debutar amb l'equip C jugant els últims vuit minuts d'una derrota de Tercera Divisió per 1-4 a casa contra la UB Lebrijana.
Cruz va aparèixer per primera vegada amb el filial sevillista el 26 d'agost de 2018, substituint Diego García a la mitja part en una derrota a casa per 0-1 contra la UE Eivissa a Segona Divisió B. El 13 de desembre de 2018, va signar el seu primer contracte professional amb els Nervionenses, acordant un contracte fins al 2025.
El juliol de 2019, Cruz va patir una lesió del lligament creuat anterior, que el va haver de baixa fins al febrer següent. Va marcar el seu primer gol com a sènior el 15 de febrer de 2020, marcant l'únic gol del "C" en una victòria a casa per 1-0 contra el CD Utrera.
Després de ser titular habitual de l'equip B, Cruz va debutar amb el primer equip el 15 de desembre de 2021, substituint Joan Jordán a la segona part de l'empat 1-1 fora de casa contra el CE Andratx, a la Copa del Rei de la temporada; també va convertir el quart penal del Sevilla a la tanda de penals per 6–5. El seu debut professional (i a la primera divisió) es va produir el 22 de gener següent, quan va tornar a substituir Jordán en un empat a casa per 2-2 contra l'RC Celta de Vigo.
L'agost de 2022, Cruz va anar al FC Barcelona Atlètic cedit per una temporada, amb opció a compra. El 25 de juliol de l'any següent fou cedit al CD Tenerife de segona divisió, també amb opció a compra.

## Carrera internacional
Després de representar Espanya a nivell sub-16 el 2017, Cruz va ser convocat per als sub-20 el juliol de 2019, però es va haver de retirar per lesió.